# Calocheiridius olivieri
Espèce
Synonymes
- Olpium olivieri Simon, 1879

Calocheiridius olivieri est une espèce de pseudoscorpions de la famille des Olpiidae.

## Distribution
Cette espèce se rencontre en France, en Espagne et en Italie.

## Description
L'holotype mesure 2 mm.

## Systématique et taxinomie
Cette espèce a été décrite sous le protonyme Olpium olivieri par Simon en 1879. Elle est placée dans le genre Calocheiridius par Heurtault en 1981.

## Étymologie
Cette espèce est nommée en l'honneur de l'abbé Olivier, aumônier de Porquerolles.

## Publication originale
- Simon, 1879 : Arachnides nouveaux de France, d'Espagne et d'Algérie. Premier mémoire. Bulletin de la Société Zoologique de France, vol. 4, p. 251-263 (texte intégral).